# Tarasa rhombifolia
Tarasa rhombifolia là một loài thực vật có hoa trong họ Cẩm quỳ. Loài này được Krapov. miêu tả khoa học đầu tiên năm 1970.